# Românești, Cetatea Albă
Românești (în ucraineană Романівка, transliterat: Romanivka) este un sat în comuna Marazlăveni din raionul Cetatea Albă, regiunea Odesa, Ucraina. Satul a fost locuit de germanii basarabeni.

## Demografie
Componența lingvistică a localității Românești
     Ucraineană (97,89%)
     Rusă (2,11%)
Conform recensământului din 2001, majoritatea populației localității Românești era vorbitoare de ucraineană (97,89%), existând în minoritate și vorbitori de rusă (2,11%).